# Macroclymene saldanha
Macroclymene saldanha är en ringmaskart som först beskrevs av Francis Day 1955.  Macroclymene saldanha ingår i släktet Macroclymene och familjen Maldanidae. Inga underarter finns listade i Catalogue of Life.